# زوي هاس
زوي هاس هي متزحلقة سويسرية، ولدت في 24 يناير 1962 في كالغاري في كندا.

## وصلات خارجية
- زوي هاس على موقع الاتحاد الدولي للتزلج (التزلج على المنحدرات الثلجية) (الإنجليزية)
- زوي هاس على موقع اللجنة الأولمبية الدولية (الإنجليزية)
- زوي هاس على موقع أوليمبيديا (الإنجليزية)